# II. Admiral der Nordsee
Der II. Admiral der Nordsee (II A.d.N.), auch 2. Admiral der Nordsee, später II. Admiral der Nordseestation war eine Kommandobehörde der deutschen Reichsmarine und der Kriegsmarine. Sie bestand von 1934 bis kurz vor Kriegsende und war der Marinestation der Nordsee unterstellt.

## Geschichte
Im Februar 1934 wurde aus der Schiffstammdivision der Nordsee in Wilhelmshaven der II. Admiral der Nordsee gebildet. Später wurde er in den II. Admiral der Nordseestation umbenannt. Ab Januar 1943 hieß er wieder II. Admiral der Nordsee und kam nach Buxtehude.
Dem II. Admiral der Nordsee bzw. II. Admiral der Nordseestation waren die Stamm-, Lehr- und Ersatzeinheiten im Nordseegebiet unterstellt. Anfangs war sie auch für die Mobilmachungs-Vorarbeit für die Dienststelle Befehlshaber der Sicherung der Ostsee betraut. Diese waren mit geraden Nummern versehen.
Im April 1945 wurde der II. Admiral der Nordsee mit dem II. Admiral der Ostsee zusammengelegt und bildete den II. Admiral der Ostsee/Nordsee (II A.d.O/N).

## Gliederung
- 2. Schiffsstamm-Regiment
- 4. Schiffsstamm-Regiment
- 6. Schiffsstamm-Regiment
- 2. Marine-Lehr-Regiment
- 2. Marine-Ersatz-Regiment
- 4. Marine-Ersatz-Regiment

## II. Admiral der Nordsee/II. Admiral der Nordseestation
- Konteradmiral Karlgeorg Schuster: von Juni 1935 bis September 1935, anschließend II. Admiral der Ostsee
- Konteradmiral Hans-Herbert Stobwasser: von September 1935 bis Oktober 1937
- Konteradmiral Otto von Schrader: von Oktober 1937 bis September 1939
- Konteradmiral Paul Wülfing von Ditten: von September 1939 bis November 1939
- Konteradmiral/Vizeadmiral (Ing.) Alfred Schirmer: von November 1939 bis März 1943
- Konteradmiral Siegfried Engel: von April 1943 bis April 1945
- Vizeadmiral Helmuth Brinkmann: im April 1945, zeitgleich II. Admiral der Ostsee und anschließend II. Admiral der Ostsee/Nordsee
- Konteradmiral Ernst Kratzenberg: im April Kommando nicht angetreten

## Chef des Stabes (Auswahl)
- Fregattenkapitän Ernst Schirlitz: ab September 1936
- Fregattenkapitän/Kapitän zur See Siegfried Engel: von Mai 1938 bis April 1943, anschließend II. Admiral der Nordsee
- Kapitän zur See Herbert Zollenkopf: von April 1943 bis Oktober 1943
- Kapitän zur See Maximilian Glaser: von Oktober 1943 bis Januar 1945
- Kapitän zur See Alexander Magnus: von Januar 1945 bis zur Auflösung, mit der Wahrnehmung der Geschäfte beauftragt

## Bekannte Personen (Auswahl)
- Geschwaderarzt/Flottenarzt Walther Goette: ab Januar 1937
- Fregattenkapitän (Ing.) Max Peters: ab 1937 Referent
- Marinestabsrichter Adolf Holzwig: am Gericht der Dienststelle
- Marineoberkriegsgerichtsrat Paul Becker: von März 1944 bis Kriegsende am Gericht der Dienststelle